# Bart Deurloo
Bart Deurloo (né le 23 février 1991 à Ridderkerk) est un gymnaste néerlandais.
Il remporte la médaille de bronze à la barre fixe lors des Championnats du monde 2017.